# Pronola
Pronola is een geslacht van vlinders van de familie spinneruilen (Erebidae), uit de onderfamilie Arctiinae.

## Soorten
- P. diffusa Schaus, 1899
- P. ectrocta Dognin, 1912
- P. fraterna Schaus, 1905
- P. magniplaga Schaus, 1899
- P. perdiffusa Dognin, 1912